# Tourrettes, Var
Tourrettes là một xã, thuộc tỉnh Var trong vùng Provence-Alpes-Côte d'Azur, Pháp. Xã này có diện tích 33,99 km², dân số năm 2006 là 2551 người. Xã này nằm ở khu vực có độ cao trung bình 334 mét trên mực nước biển.

## Biến động dân số
| Năm | 1835 | 1866 | 1884 | 1892 | 1900 | 1962 | 1968 | 1975 | 1982  | 1990  | 1999  | 2006  |
| --- | ---- | ---- | ---- | ---- | ---- | ---- | ---- | ---- | ----- | ----- | ----- | ----- |
| Dân số | 602  | 780  | 732  | 691  | 650  | 573  | 743  | 897  | 1 067 | 1 375 | 2 180 | 2 551 |
| From the year 1962 on: No double counting—residents of multiple communes (e.g. students and military personnel) are counted only once. |      |      |      |      |      |      |      |      |       |       |       |       |